# Suzanne Blanckaert-Goddyn
Suzanne Blanckaert-Goddyn (Gent, 1881 - ?,?) was een Belgisch kunstschilderes en tekenaarster.
Ze was gespecialiseerd in portretten, stillevens en landschappen.
Ze woonde in de Willem Tellstraat 16 in Gent maar had ook een adres in Oostende, Langestraat 89.

## Trivia
- Er bestaat een reeks prentkaarten met reproducties van werken van haar. Eén stelt het Duinenkapelletje in Bredene voor, lokaal een populair Mariaoord.

## Tentoonstellingen
- Kursaal, Oostende, individuele tentoonstelling (tijdens het interbellum)

## Musea
- In het voormalige Zeebruggemuseum in Zeebrugge waren portretten van Britse militairen van haar hand (gemaakt "in herinnering aan Saint-Georges Day 1918")(nu kunstpatrimonium Stad Brugge).